# 德国贸易联盟联合学校
德国贸易联盟联合学校简称ADGB学校（德語：Bundesschule des Allgemeinen Deutschen Deutschen Gewerkschaftsbundes）是一座位于德国柏林北贝尔瑙的学校。该学校的校舍建筑是由包豪斯建筑师汉斯·迈耶和他的搭档汉斯·维特韦尔在1928-1930年间，为前联邦德国工会联合会而设计建造的。而当时迈耶是德绍市包豪斯学院的主任。
ADGB学校的建筑是包豪斯设计的杰出典范。
次于德绍包豪斯学校校舍， 其曾经是第二大的包豪斯建筑。目前该建筑为世界文化遗产“魏玛、德绍和贝尔瑙的包豪斯建筑及其遗址”的组成部分。

## 建校目的
德国贸易联盟联合学校旨在对工会成员进行劳动法、工业、管理和经济等各个领域的教育和培训。学校也为学员提供住宿，餐饮和运动设施。

## 建筑风格

### 建筑理念
该建筑保持了包豪斯设计的一贯功能主義风格。 即建筑的功能性优先于其他任何东西，校舍在设计上没有多余的装饰。迈尔的设计是将每个独立的个体结构组成一个聚集在一起的建筑。这个设计就是来自于迈尔自己所画的功能图，所有的休息室都朝向风景和附近的湖泊。

### 设计
总体的设计思路从内部来看较为难以理解，而在空中鸟瞰能看出这些每个独立运作的建筑呈Z字形排列。这同沃爾特·格羅佩斯在德绍所设计的包豪斯建筑相类似。 
学校的接待大楼与厂址的入口设计相似，依然是纯粹的功能主义设计。其由三个烟囱组成了供暖系统，并以一个类似于块状立方体的礼堂作为该栋复杂建筑的主要入口。
在入口的后面是广场，这使得广场被四周的建筑所包围。这样的布局更加凸显了广场的重要性。这种设计是旨在表达一个团结、统一的社会。大礼堂是一个没有窗户的房间，这使得能够最大程度的集中注意力于讲台上的活动。礼堂内有先进的技术用于支持老师的授课：有一个按钮可以调节灯光的亮度，墙上悬挂着三副可移动的图表。
从礼堂周围西起是行政大楼，而南面和东面则是厨房、餐厅、日光室和娱乐室，而洗手间则在礼堂的对面。所有这些设施的设计都是为了让思想脱颖而出，放松心灵。
剩余的设施建筑可以通过一个复盖玻璃并由红色的钢加固的过渡走廊进入。南边侧翼有五座依照地形所建造的小房子，可以看到北面的风景。 这些建筑的凹边正好被拿来作为学员们的交流角和休息室。迈耶不仅创造了一个新的设计，更使得广场即使在雨季也可以被用来做运动场所。每个房间都被分配了一种颜色（例如红色），进而在每个房间的地板上再做出细化的区分（例如胭脂红、朱红色、粉红）。

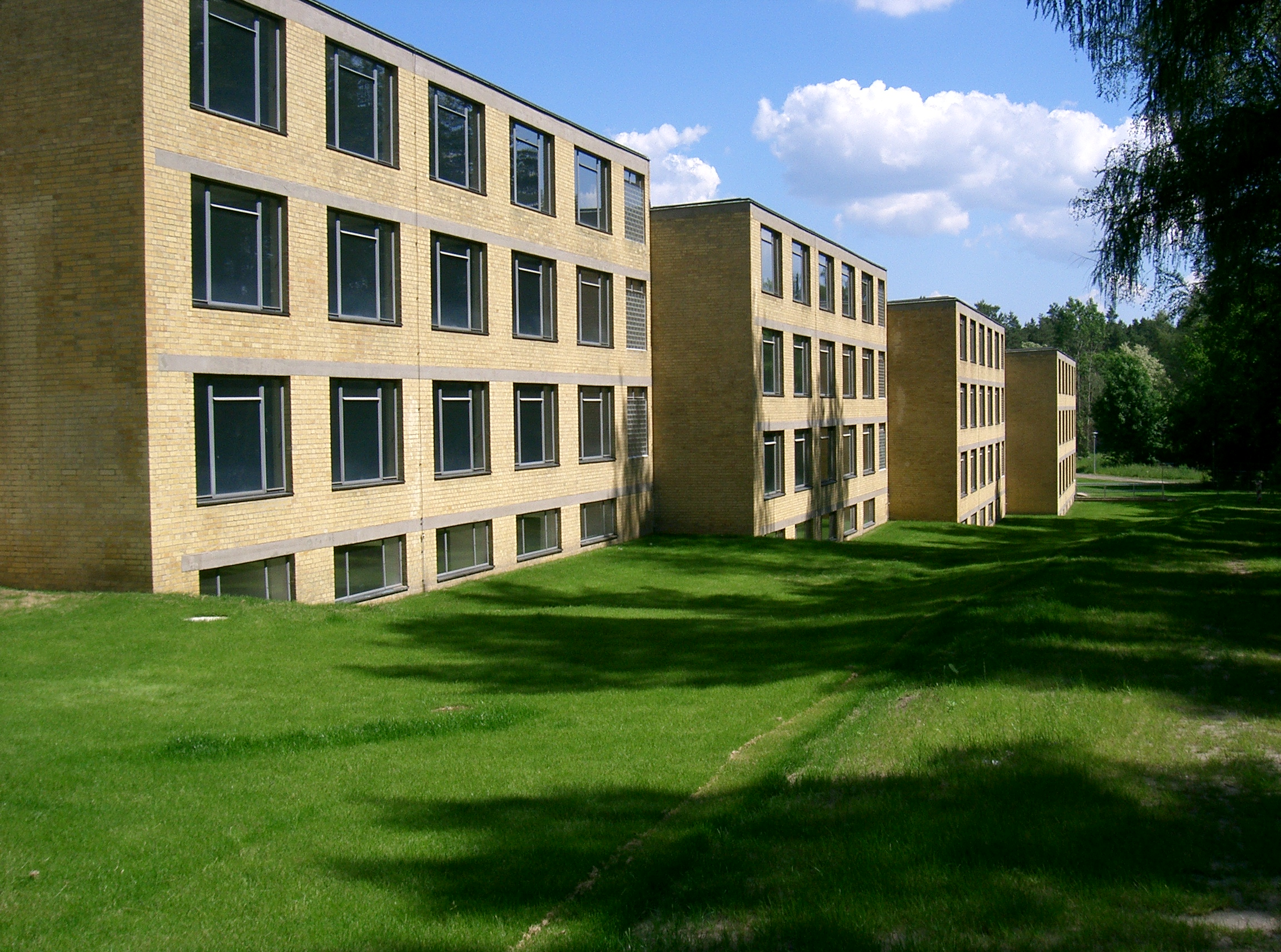
依照自然坡度所建造的学生厅正面

## 室内陈设
与包豪斯的教学理念一致，校舍的室内设计也让学生们参与动手设计，这让学生们可以运用在学校所学习到的知识。 以下两位女学生便是其中的代表。
- 韦拉·迈尔-瓦尔德克（德语：Wera Meyer-Waldeck）（1906-1964），她在马歇·布劳耶的木工车间当实习生，后来成为了一名建筑师。校舍的多数家具都是由她设计的，[12] 其中有许多简单但却实用的课桌。[13]
- 玛格丽塔·赖夏特（英语：Margaretha Reichardt）（1907-1984），她在贡塔·施特尔茨尔（英语：Gunta Stölzl）的纺织车间当实习生，后来她创办了自己的织造企业。学校里的许多纺织品都是由她设计的。[14]

## 历史
学校于1930年5月4日开学。它可以容纳120名学员。
1933年5月2日，这座建筑被纳粹没收。在第二次世界大战结束之前，納粹德國领导学院使用了该校址，用于训练SS（党卫军）、SD和盖世太保的领导人。
在1945年春，第二次世界大战结束的时候，该校址被在苏联占领区的范围内，前苏联军队当时将它作为一个临时医院和军事住房。
到了1946年春，该建筑免费给了东德德国贸易联盟联合会组织（FDGB）。由于学校在纳粹时期和前苏联占领时期均受到到严重的破坏，所以该组织接手后便开始了长期的维修工作。1947年，在校址上重新开设了西奥多·莱帕特FDGB贸易联盟学校。1952年1月再次更名为弗里茨·黑克特贸易联合学院
在1990年10月德国统一之前，FDGB便已在1990年5月解散，1990年9月学校正式关闭。前FDGB的财产最初由一家资产管理公司管理，该公司将学校的建筑临时租赁给各种组织。从1991年8月起，校舍长期租借给勃兰登堡州政府用作公共行政管理学院，其在翻修后于1992年1月投入使用。
1996年，州政府正式接管了这片建筑群，但是没有马上就使用。2001年，柏林工艺美术学院将该建筑群的主要历史建筑：迈耶·维特韦尔大楼，用作培训中心。自2007大修工程竣工后，其一直都在使用。

## 修复
该建筑于1977被东德政府列为保护性建筑。
柏林技术工艺品商会作为新的大楼持有者在2001年1月向全欧洲范围内进行了一次重建项目的招标，目的是为了恢复汉斯·迈耶原本的设计风格，并且要使建筑成为可用作现代教学的设施。截止2001年7月一共收到了102个回复，最终由布雷纳建筑设计公司竞标成功。
第一阶段的修复工程于2003年2月开工。2005年初，休息室和宿舍完成修复。第二阶段完成于2007年，虽然建设于1950年代的大门被保留了下来，但是学校的建筑基本上都完全恢复到了原来的状态。

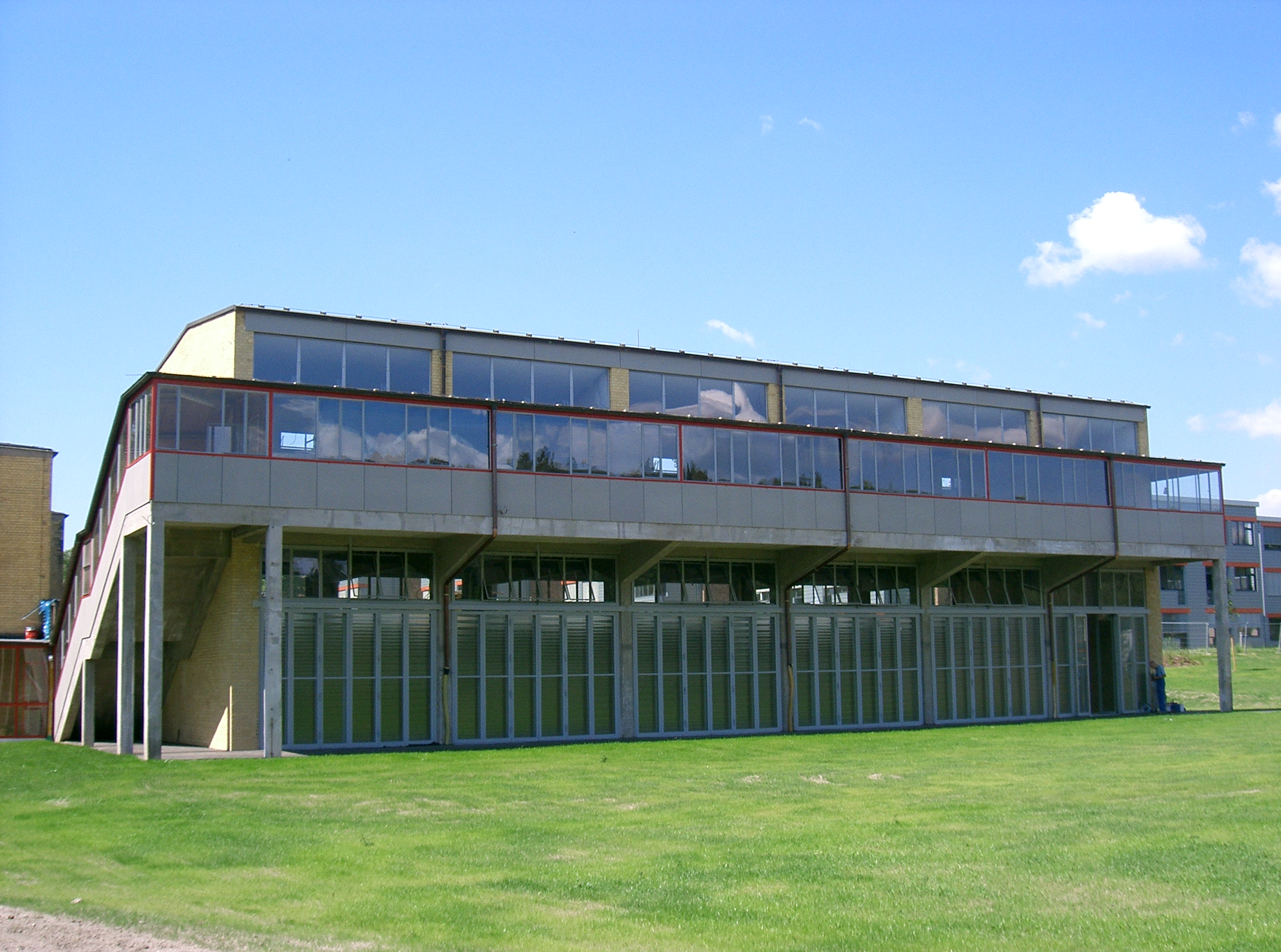
演讲厅的背面

2008年，布雷纳建筑设计公司由此赢得了世界文化遗产基金会/诺尔现代主义复兴奖。该奖项每两年举办一次，这是该公司第一次被授予此项荣誉。
在2012年，德国贸易联盟联合学校被提名列入世界遗产名录“魏玛和德绍的包豪斯建筑及其遗址”的扩展内容。2017年7月其得以列入世界遗产名录中，此项世界遗产由是更名为“魏玛、德绍和贝尔瑙的包豪斯建筑及其遗址”。
2011年9月勃兰登堡州内政部在贝尔瑙立下保护该处工会建筑群的里程碑，其主要目的是"继续研究该建筑的复杂设计理念，并作为一个文化和历史地标，来提高公众意识"。